# Liezel Huber
Liezel Huber, de soltera Liezel Horn, (Durban, Sud-àfrica, 21 d'agost de 1976) és una tennista sud-africana tot i que des del juliol de 2007 va adoptar la nacionalitat estatunidenca i actualment resideix i competeix per aquest país.
No ha guanyat cap torneig individual però no és eixa l'àrea on destaca. En dobles ha guanyat 24 títols, incloent 4 Grand Slam.
Actualment és la número 1 del món en dobles, al costat de la seua parella en els tornejos, la zimbabuesa Cara Black.
Després d'estar uns mesos fora del circuit, l'any 2017 va anunciar oficialment la seva retirada en acceptar el càrrec de directora executiva de tennis i desenvolupament del club NYJTL Cary Leeds Center de Nova York.

## Torneigs de Grand Slam

### Dobles: 10 (5−5)

#### Guanyadora
| Any  | Torneig         | Parella      | Oponents                              | Resultat            |
| ---- | --------------- | ------------ | ------------------------------------- | ------------------- |
| 2005 | Wimbledon       | Cara Black   | Svetlana Kuznetsova · Amélie Mauresmo | 6−2, 6−1            |
| 2007 | Australian Open | Cara Black   | Chan Yung-jan · Chuang Chia-jung      | 6−4, 6−7, 6−1       |
| 2008 | Wimbledon (2)   | Cara Black   | Katarina Srebotnik · Samantha Stosur  | 6−3, 7−6            |
| 2008 | US Open         | Cara Black   | Lisa Raymond · Samantha Stosur        | 6−3, 7−6(8)         |
| 2011 | US Open (2)     | Lisa Raymond | Vania King · Iaroslava Xvédova        | 4−6, 7−6(5), 7−6(3) |

#### Finalista
| Any  | Torneig         | Parella       | Oponents                              | Resultat         |
| ---- | --------------- | ------------- | ------------------------------------- | ---------------- |
| 2004 | Wimbledon       | Ai Sugiyama   | Cara Black · Rennae Stubbs            | 6−3, 7−6(5)      |
| 2005 | Roland Garros   | Cara Black    | Virginia Ruano Pascual · Paola Suárez | 4−6, 6−3, 6−3    |
| 2009 | US Open         | Cara Black    | Serena Williams · Venus Williams      | 6−2, 6−2         |
| 2009 | Australian Open | Cara Black    | Serena Williams · Venus Williams      | 6−4, 6−3         |
| 2010 | US Open (2)     | Nàdia Petrova | Vania King · Iaroslava Xvédova        | 2−6, 6−4, 7−6(4) |

### Dobles mixtos: 5 (2−3)

#### Guanyadora
| Any  | Torneig       | Parella   | Oponents                             | Resultat            |
| ---- | ------------- | --------- | ------------------------------------ | ------------------- |
| 2009 | Roland Garros | Bob Bryan | Vania King · Marcelo Melo            | 5−7, 7−6(5), [10−7] |
| 2010 | US Open       | Bob Bryan | Květa Peschke · Aisam-Ul-Haq Qureshi | 6−4, 6−4            |

#### Finalista
| Any  | Torneig         | Parella       | Oponents                         | Resultat         |
| ---- | --------------- | ------------- | -------------------------------- | ---------------- |
| 2001 | Wimbledon       | Mike Bryan    | Daniela Hantuchová · Leoš Friedl | 4−6, 6−3, 6−2    |
| 2005 | Australian Open | Kevin Ullyett | Samantha Stosur · Scott Draper   | 6−2, 2−6, [10−6] |
| 2008 | US Open         | Jamie Murray  | Cara Black · Leander Paes        | 7−6(6), 6−4      |